# Macrotorus utriculatus
Macrotorus utriculatus är en tvåhjärtbladig växtart som först beskrevs av Carl Friedrich Philipp von Martius, och fick sitt nu gällande namn av Janet Russell Perkins. Macrotorus utriculatus ingår i släktet Macrotorus och familjen Monimiaceae. Inga underarter finns listade i Catalogue of Life.